# Антонов Іван Миколайович
Антонів Іван Миколайович (6 жовтня 1913 , Царицин, Саратовська губернія  — 16 грудня 1943 , Городоцький район, Вітебська область )  — командир танкової роти 326-го танкового батальйону 117-ї танкової бригади - 1 гвардійська армія, 1-й Прибалтійський фронт), капітан, Герой Радянського Союзу.

## Біографія
Народився 6 жовтня 1913 року в місті Царицин (нині Волгоград) у російській робочій сім'ї. Здобув незакінчену середню освіту, працював електромонтером.
У 1937 році призваний до Червоної Армії. Член ВКП(б) (згодом КПРС) з 1938 року. В 1939 закінчив курси молодших лейтенантів.

### У роки Великої Вітчизняної війни
На фронті від першого дня війни.
Відзначився під час Городоцької операції. 16 грудня 1943 року танкова рота 326-го танкового батальйону 117-ї танкової бригади під командуванням капітана І. н. Антонова брала участь у прориві оборони супротивника в районі села Мехове, Дрожаки (Городоцький район, Вітебська область). Оточена в районі станції Бичиха група танків, самохідних артилерійських установок та біля батальйону солдатів противника робила спробу прориву у напрямку села Бикі. І. н. Антонов розташував свої танки в засідці і знищував противника вогнем, не даючи можливості вийти з оточення. А сам увірвався на околицю села, рухаючись на великій швидкості по дворах та городах, вогнем і гусеницями заходився знищувати вогневі точки супротивника. Коли його танк було підбито, М. А. І. Антонов зняв із нього кулемет і зайняв оборону, прикриваючи екіпаж. Танки роти І. н. Антонова близько години стримували натиск ворога. У цьому бою І. І. н. Антонов загинув.
Дії танкістів в районі села Бикі відвернули на себе сили противника, позбавили його можливості атакувати радянські частини на станції Бичиха, і сприяли успішному завершенню бою з розчленування міського угруповання противника та оточенню її північної частини.
Похований на військовому цвинтарі у центрі села Мехове (Міський район Вітебської області). Звання Героя Радянського Союзу надано 24 квітня 1944 року.

## Пам'ять
- Пам'ятник у селі Бикі[2] Городоцького району Вітебської області (Білорусь)
- Іменем Антонова названо вулицю у Волгограді
- Встановлено меморіальну дошку на будинку, де він жив (Волгоград)

## Нагороди
- Медаль «Золота Зірка» Героя Радянського Союзу № ???? (24 квітня 1944 року) (посмертно)
- Ордена Леніна
- Орден Вітчизняної війни 1 ступеня